# Pueblito de Matlaluca
Pueblito de Matlaluca är en ort i Mexiko.   Den ligger i kommunen Zentla och delstaten Veracruz, i den sydöstra delen av landet, 250 km öster om huvudstaden Mexico City. Pueblito de Matlaluca ligger 705 meter över havet och antalet invånare är 927.
Terrängen runt Pueblito de Matlaluca är varierad, och sluttar österut. Runt Pueblito de Matlaluca är det ganska tätbefolkat, med 90 invånare per kvadratkilometer. Närmaste större samhälle är Boca del Monte, 11,0 km norr om Pueblito de Matlaluca. I omgivningarna runt Pueblito de Matlaluca växer huvudsakligen savannskog.